# 斑條寒極魚
斑條寒極魚為輻鰭魚綱鱸形目南極魚亞目南極魚科的其中一種，分布於南冰洋的南極半島及帕爾默群島海域，棲息深度50-400公尺，體長可達17公分，生活在底中層水域，生活習性不明。